# Alex Herrera
Alexander James Herrera, (nacido el 15 de agosto de 1992 en Ignacio (Colorado)) es un jugador de baloncesto estadounidense con nacionalidad mexicana. Con 2,06 de estatura, juega en la posición de pívot.

## Trayectoria

### Universidad
Alex es un pívot formado en Fort Lewis en la Ncaa II, que tras un primer año de freshman poco productivo, en sus tres años siguientes consiguió entrar en el quinteto ideal de su conferencia (RMAC), así como ser el mejor defensor.
En verano de 2013, estuvo entrenando en Longmont high School, y al año siguiente se fue hasta Australia para probar una experiencia diferente y jugar en las States Leagues, concretamente en la QBL, con South West Metro Pirates donde anotó 21.8 puntos y 13.7 rebotes por partido.

### Profesional
Su buena reputación en la NCAA II (probó con equipos NBA en la primavera de 2015), hizo que en su año rookie, un equipo finlandés que jugó competición europea (Fiba Europe Cup) como KTP lo fichara. Sus promedios en la liga finlandesa fueron 24 minutos, 10.1 puntos y 8.9 rebotes por partido. 
En agosto de 2016 firma por el Amics del Bàsquet Castelló de LEB Oro.